# British Tape Recorder

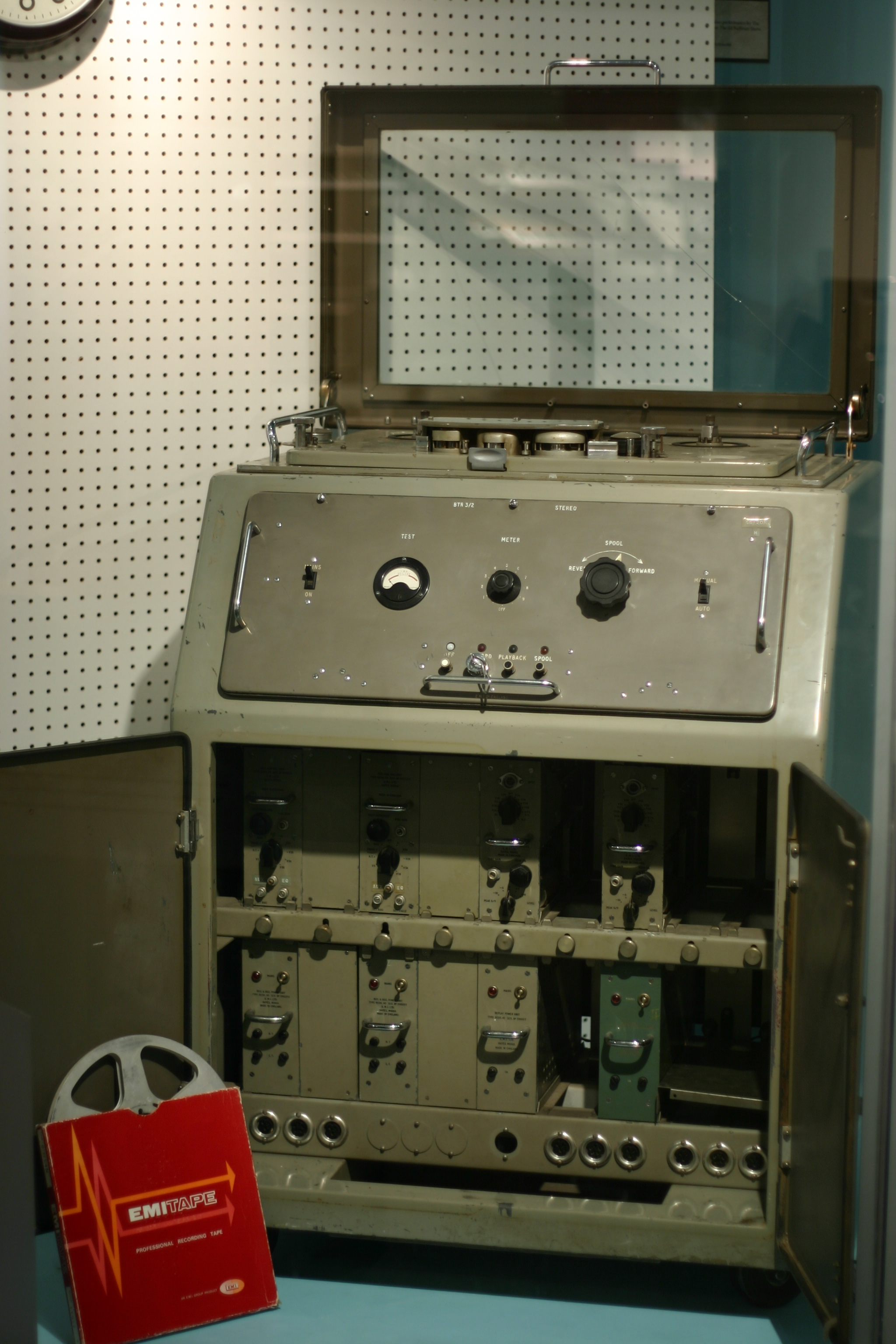
Grabador de cinta británico EMI BTR3

British Tape Recorder o por sus siglas BTR eran magnetófonos de bobina abierta inicialmente hechos por EMI en Inglaterra después de la Segunda Guerra Mundial. Los BTR fueron los primeros grabadores de cinta magnética fabricados en Gran Bretaña, su diseño emulaba a las máquinas empleadas por los alemanes durante la contienda bélica. Como estos grabadores se pintaron de verde, eran conocidos como "green machines" (es: máquinas verdes).
El primer modelo fabricado fue nombrado BTR1. Las máquinas BTR1 se empezaron a fabricar en 1947, pero fueron sustituidas por la máquina mono BTR2 en 1952 (con corriente de polarización, dándoles una mejor fidelidad). El BTR2 se fabricó en mayor cantidad, y este no solo se emplea en los estudios de EMI, sino también de la BBC. Años más tarde muchos estudios adquirieron unidades que pertenecieron a la BBC, por lo que un buen número se encuentran en los estudios EMI de Londres. La grabadora BTR3 fue diseñada inicialmente para de 2 o 4 pistas, sin embargo solo se llegaron a producir algunos modelos de 4 pistas, por haber sido rechazada en la fase de prototipo. Sólo unos pocos de estos BTR3 fueron construidos, sólo se conoce de su uso en los famosos estudios Abbey Road durante la década de 1960, donde fueron utilizados para todas las grabaciones estéreo y masterización de álbumes.
El TR90 fue un equipo de grabación portátil más pequeño, y se utiliza profesionalmente en EMI.
La compañía Otari hizo una máquina de grabación modelo BTR-5, las iniciales de pie para Broadcast Tape Recorder.
Los equipos mono y de doble vía BTR se utilizaron en la elaboración de los dos primeros álbumes de The Beatles.